# ماهی چشم‌درشت
ماهی چشم‌درشت (نام علمی: Winteria telescopa) نام یک گونه از تیره چشم‌بشکه‌ای است.